# Каннский кинофестиваль 1963
16-й Каннский кинофестиваль 1963 года, проходивший с 9 по 23 мая в Каннах, Франция.

## Жюри
- Арман Салакру (Франция) (председатель)
- Рубен Мамулян (США) (вице председатель)
- Жаклин Одри (Франция)
- Кристин Баумгартнер (Франция)
- Фрэн Дрешер (Франция)
- Жан де Баронселли (Франция) (критик)
- Робер Оссейн (Франция)
- Ростислав Юренев (СССР)
- Кашико Кавакита (Япония)
- Стивен Паллос (Великобритания)
- Джан Луиджи Ронди (Италия)
- Анри Алекан (Франция) (председатель по короткометражным фильмам)
- Робер Алла (Франция) (короткометражные фильмы)
- Карл Шедерейт (Западная Германия) (короткометражные фильмы)
- Ахмед Сефриуи (Марокко) (короткометражные фильмы)
- Семих Тургуль (Турция) (короткометражные фильмы)

## Фильмы в конкурсной программе
- Альворада
- Женихи
- Харакири
- Когда уходит жена
- Американская крыса
- Убить пересмешника
- Что случилось с Бэби Джейн?
- Как две капли воды
- Вот придет кот
- El buen amor
- Цепная реакция
- Как быть любимой
- Повелитель мух
- Оптимистическая трагедия
- Для остального мира
- Пчелиная матка
- Такова спортивная жизнь
- Почтенные
- Кодин
- Табак Николы Корабова
- Клетка
- Императрица У Цзэтянь
- Ouranos
- Другой Кристобаль Армана Гатти

## Фильмы вне конкурсной программы
- 8 с половиной
- Птицы

## Награды
- Золотая пальмовая ветвь: Леопард, режиссёр Лукино Висконти
- Приз жюри:
  - Харакири, режиссёр Масаки Кобаяси
  - Вот придет кот, режиссёр Войтех Ясны
- Приз за лучшую мужскую роль: Ричард Харрис в фильме Такова спортивная жизнь
- Приз за лучшую женскую роль: Марина Влади в фильме Пчелиная матка[1]
- Лучший сценарий: Кодин
- Золотая пальмовая ветвь за короткометражный фильм:
  - Фасоль
  - Звучащая поверхность
- Приз жюри за короткометражный фильм: Moj Stan
- Особое упоминание — Короткометражные фильмы:
  - Воскресенье
  - Ты
- Приз Гари Купера: Убить пересмешника
- Приз Международной Католической организации в области кино (OCIC): Женихи, режиссёр Эрманно Ольми